# Ивановщина (Псковская область)
Ива́новщина — деревня в Струго-Красненском районе Псковской области России. Входит в состав сельского поселения «Новосельская волость».

## География
Находится на северо-востоке региона, в южной части района, в лесной местности около д.Плёсково, и истока руч. Крутой и вблизи руч. Качак (Ефимов, Фёдоров, 2015). Произрастает ольха, берёза.
Уличная сеть не развита.

## История
В 1786 г. - первое упоминание дер. Ивановщина Лужского уезда.  Тогда она относилась к ведомству казённой палаты
экономических крестьян. В том же уезде в 1792, 1807 г.г. 
Согласно Закону Псковской области от 28 февраля 2005 года деревня Ивановщина вошла в состав образованного муниципального образования Новосельская волость.

## Население
| 2001 | 2002 | 2010 | 2011 |
| ---- | ---- | ---- | ---- |
| 5    | ↘4   | ↘0   | ↗1   |

В 1838 г. – 80 жит., в 1882 г. – 22 хоз. и 125 жит., в 1911 г. – 169 жит., в 1926 г. – 12 хоз. и 73 жит. (хутора при дер. – 23 хоз. и 126 жит.), в 1939 г. – 13 дв., в 1940 г. – 210 жит., в 1948 г. – 24 хоз. и 66 жит., в 1958 г. – 26 хоз. и 71 жит., 1965 г. – 22 хоз. и 53 жит., в 1975 г. – 15 хоз. и 29 жит., в 2001 г. – 5 жит., в 2008 г. – 1 жит., в 2010 г. – нет постоянных жителей; в 2013 г., в 2014 г. и в 2015 г. – 1 хоз. и 1 жит.; в 2013 г. – 20 домов, в 2014 г. – 20 домов, из них – 19
дачных и заброшенных домов (Ефимов, Фёдоров, 2015).

## Инфраструктура
В 1929–41 гг., 1944–50 гг. вместе с дер. Плёсково составляла колхоз «Большевик». Мельница, кузница, шерстекарзильня (1941). В 1950–58 гг. – бригада Ивановщина колхоза имени Мичурина (Ефимов, Фёдоров, 2015).

## Транспорт
Просёлочные дороги.